# 張寅 (畫家)
張寅（1938年—），原名世構，字冰石，号青蘿山人。浙江浦江人，中国画家，浙江省美術家協會會員。花鸟画取法于张书旂，歷任中國手指畫研究會理事、張書旗藝術研究會理事、浦江縣書畫研究會會長、浦江縣政協委員等職。

## 生平
民國27年（1938年）生於浙江省浦江縣馬鞍山村青蘿山麓，父辈有清代诗人张与可及画家郑祖纬、张书旂等书画名流，相离不到数里。青年時考入杭州師範，期間師從吳茀之。自1966年杭州余杭調回浦江工作以來，長期耕耘於美術教育與書畫創作中。張寅的繪畫受吳昌碩、潘天壽、張書旗、鄭祖緯等書畫作品的影響，其筆墨汲取了張書旗粉畫法並兼用指墨，多寫挺立蒼勁之氣，又具有明凈清新之味，於雄健中蘊藏秀潤。